# Bellaire (Teksas)
Bellaire je grad u američkoj saveznoj državi Teksas. Prema popisu stanovništva iz 2010. u njemu je živjelo 16.855 stanovnika.